# Дождёвка обыкновенная
Дождёвка обыкновенная (лат. Haematopota pluvialis) — вид слепней подсемейства Tabaninae.

## Описание
Буровато-серые или оливково-серые слепни. Длина тела от 8 до 10 мм. Первый членик усика около вершины с перетяжкой. Глаза в волосках. Крылья с сетчатым рисунком из мелких светлых пятен на буровато-сером фоне. Брюшко чёрное, тергиты с оливково-серыми пятнами, по их заднему краю имеется каемка серого налёта. Стерниты у самок одноцветно серые, у самцов чёрно-серые. Подвиды отличаются расположением и размерами пятен на крыльях и брюшке.
Личинки беловато-желтоватые длиной от 13 до 15 мм. Куколки желтовато-коричневые от 10 до 14 мм.

## Биология
Личинки обитают в почве по берегам водоёмов, на лугах и по опушкам лесов. По типу питания являются хищниками и сапрофагами.
Имаго летают с конца июня до августа. Самки питаются кровью позвоночных, при этом они подстерегают добычу, сидя на растениях. Доказана возможность переноса возбудителей сибирской язвы и туляремии. В течение суток активность возрастает утром (с 9 до 10 часов) и вечером (с 17 до 22 часов). Интенсивность нападения в течение суток не меняется в пасмурные и дождливые дни.
В яичниках самок насчитывается от 103 до 365 яйцевых трубочек. Для развития яиц требуется питание кровью. За раз самка может поглотить крови в два раза больше собственной массы. Масса голодной особи 14,9 мг.

## Классификация
Вид разделяется на два подвида:
- Haematopota pluvialis pluvialis (Linnaeus, 1758)
- Haematopota pluvialis tristis Bigot, 1891

## Распространение
Встречается по всей Европе, на Кавказе, в Турции, Западной Сибири, Прибайкалье, Алтае, на севере Казахстана, западном Китае (провинция Синьцзян), Якутии, юге Дальнего Востока и Японии.